# Lysmus qingyuanus
Lysmus qingyuanus là một loài côn trùng trong họ Osmylidae thuộc bộ Neuroptera. Loài này được C.-k. Yang et al. miêu tả năm 1995.